# Course de taureaux (Kontchalovski)
Course de taureaux est une huile sur toile de Piotr Kontchalovski peinte en 1910 à la fin de sa période fauve sur le thème de la corrida qu'il a traitée en même temps qu'une autre toile sur le sujet espagnol.

## Contexte
Après avoir admiré les peintures des fauves d'Occident, certains peintres russes considèrent que ce ne sont plus des modèles à imiter et qu'il faut au contraire pousser aussi loin que possible le primitivisme russe.
En 1910, s'ouvre à Moscou l'exposition Valet de Carreau ainsi intitulée par Michel Larionov pour bien marquer la différence avec les symbolistes de La Rose Bleue. Larionov a l'intention « d'épater le bourgeois » en utilisant des figures qu'aime le peuple. Le style brutal fait irruption dans l'art.
Le Valet de Carreau devient une association dont les principaux membres sont Kontchalovski, Larionov, Vladimir Machkov, Nathalie Gontcharova, Aristarkh Lentoulov et d'autres.

## Description
Le goût des peintres pour l'art populaire, en tant que revendication d'une spécificité russe se retrouve dans cette œuvre, comme dans toutes les œuvres du groupe. Les sujets traités étant de préférence les foires, les fêtes et les kermesses, la fiesta offre un excellent sujet, tout comme le flamenco que Kontchalovski traite dans une autre toile (La Danse espagnole, 138 × 108 cm, conservée au Musée Russe).
Le tableau, très naïf, à la limite du rudimentaire, est traité comme un dessin d'enfant. Le torero a des gestes maladroits et peu compatibles avec ceux d'un véritable matador. Il vient de faire son estocade, et se tient à distance du taureau en levant le poing droit et en présentant sa muleta sous le mufle de la bête qui tient bon sur ses pattes. Le torero est seul dans l'arène, avec à l'arrière un peón, vêtu très approximativement, tout comme le matador dont le costume est loin d'être juste.
On ne voit pas de public, mais seulement les planches du callejón.